# Ernst Mahle
Ernst Mahle (Stuttgart, 3 de enero de 1929-Piracicaba, 12 de mayo de 2025) fue un director de orquesta y compositor germano-brasileño nacido en Alemania.

## Biografía
Mahle estudió música con Johann Nepomuk David en Stuttgart antes de trasladarse a Brasil en 1951 (a los veintidós años). Luego estudió con el músico alemán Hans-Joachim Koellreutter en Piracicaba (Estado de San Pablo). En 1953 fue uno de los fundadores de la Escuela de Música de Piracicaba. Recibió la nacionalidad brasileña en 1962.
Fue el director artístico y director de la orquesta del Instituto, puesto que mantuvo durante casi cincuenta años. Vivió con su esposa, Maria Aparecida Romera Pinto Mahle, en Piracicaba. Fue miembro (cátedra n.º 6) de la Academia Brasileña de Música.
En 2005 compuso la ópera O garatuja, con libreto de Eugênio Leandro, basada en la novela homónima de José de Alencar, la cual se estrenó el 27 de abril de 2006 en el Teatro Municipal de Piracicaba «Dr. Losso Netto».

## Obras
- Marroquinhas fru-fru (1974) ópera, libreto de Maria Clara Machado.
- A moreninha (1979) ópera, libreto de José María Ferreira.
- O Garatuja (2006) ópera, libreto de Eugênio Leandro.